# Referèndum d'independència d'Algèria de 1962
El referèndum d'independència d'Algèria de 1962 va ser el referèndum d'independència de l'Algèria francesa convocat l'1 de juliol de 1962 i que va succeir a l'aprovació francesa dels acords d'Évian en un referèndum d'abril. Es va preguntar als electors si Algèria havia de convertir-se en un estat independent, cooperant amb França. El 99,72% hi va votar a favor, amb una participació del 91,88%.
El 3 de juliol, després del referèndum, França va declarar Algèria independent; la decisió es va publicar l'endemà al diari oficial, i els líders algerians van declarar el 5 de juliol (el 132è aniversari de l'arribada francesa a Alger) com a Dia de la Independència. Quan Algèria va deixar de formar part de França també va deixar de formar part de les Comunitats Europees.

## Context
La guerra d'Algèria va ser iniciada pels membres del Front d'Alliberament Nacional (FAN) amb els atacs de Toussaint Rouge l'1 de novembre de 1954. Els conflictes van proliferar a França, inclosa la crisi algeriana de maig de 1958 que va provocar la caiguda de la Quarta República. Les forces franceses van utilitzar mitjans brutals per intentar reprimir els nacionalistes algerians, alienant el suport a la França metropolitana i desacreditant el prestigi francès a l'estranger.
El 1960, el president francès Charles de Gaulle va acceptar negociacions amb el FAN després de grans manifestacions a Alger i altres ciutats. Un referèndum de 1961 per permetre l'autodeterminació d'Algèria va ser aprovat pel 75% dels votants (incloent-hi el 70% dels votants a Algèria). Les negociacions van concloure amb la signatura dels acords d'Évian el març de 1962, que van ser aprovats pel 91% dels votants en un referèndum el 8 d'abril.

## Resultats
La pregunta del referèndum es va formular: «Voleu que Algèria esdevingui un estat independent, cooperant amb França en les condicions definides a les declaracions del 19 de març de 1962?».
| Elecció                        | Vots      | %     |
| ------------------------------ | --------- | ----- |
| A favor                        | 5.975.581 | 99,72 |
| En contra                      | 16.534    | 0,28  |
| Vots en blanc/no vàlids        | 25.565    | –     |
| Total                          | 6.017.680 | 100   |
| Electors inscrits/participació | 6.549.736 | 91,87 |
| Font: Democràcia Directa       |           |       |

## Conseqüències
D'acord amb els acords d'Évian (capítol III.3) França es va permetre mantenir la seva base naval de Mers el-Kebir durant quinze anys. Tot i això, totes les forces es van retirar el 1967.
El 1962, l'historiador canadenc John C. Cairns va declarar que: «En certa manera, l'últim any ha estat pitjor. La tensió mai ha estat més gran. El desencant a França, almenys, mai ha estat més gran. La crueltat sense sentit de tot plegat mai ha estat més absurd i salvatge. Aquest darrer any, s'estén des del L'esperançana primavera de 1961 fins a l'alto el foc del 18 de març de 1962 va abastar una temporada de boxes a l'ombra, falses amenaces, capitulacions i histèria assassina. L'Algèria francesa va morir malament. La seva agonia va estar marcada pel pànic i la brutalitat tan lleig com podia mostrar el registre de l'imperialisme europeu. A la primavera de 1962, el cadàver infeliç de l'imperi encara es va estremir i es va tacar de fratricidi.Tot l'episodi de la seva mort, mesurat almenys set anys i mig, va constituir potser l'esdeveniment més patètic i sòrdid de tota la història de colonialisme. És difícil veure com algú d'importància en l'embolicada xarxa del conflicte va sortir bé. Ningú va guanyar el conflicte, ningú el va dominar».